# Yamen
Yamen – urząd, a zarazem siedziba urzędników (mandarynów) cesarskiej administracji w Chinach, a później również administracji królewskiej w Korei; również metonimiczne określenie władz.
Yamen był rezydencją urzędową i mieszkalną. Wielkość yamenu zależała od rangi zamieszkującego go urzędnika, niemniej stałe elementy tego typu budowli to ulokowane na jednej linii: reprezentacyjna brama wejściowa, dziedziniec oraz sala, w której odbywały się posłuchania i procesy sądowe. Wzdłuż osi głównej znajdowały się zwykle biura, a także inne pomieszczenia, jak pawilony mieszkalne dla urzędnika, jego rodziny (w części centralnej) oraz dla służby i pracowników yamenu, a także poczekalnia, magazyny, areszt i pomieszczenia straży.
Z yamenu zarządzano miastem lub regionem. Typowy zakres obowiązków lokalnego urzędnika obejmował zarządzanie finansami, sądzenie w sprawach cywilnych i kryminalnych, organizację robót publicznych, wydawanie lokalnie obowiązującego prawa. W yamenach organizowano również egzaminy urzędnicze.
Od szczebla prowincji wzwyż funkcje urzędników były bardziej wyspecjalizowane, co odzwierciedlało się w rozkładzie i funkcjach ich yamenów. Na przykład trzej główni urzędnicy w prowincji (chiń. upr. 三大宪; chiń. trad. 三大憲; pinyin Sàn Dà Xiàn; dosł. „Trzy wielkie prawa”) specjalizowali we władzy legislacyjnej i wykonawczej, sądowej oraz wojskowej.

## Wizerunek kulturowy
W chińskiej tradycji tzw. feudalizmu biurokratycznego yamen zajmował wyjątkowe miejsce – był najbliższą poddanym instytucją władzy cesarskiej. Zamieszkujący yameny cnotliwi urzędnicy, którzy nie nadużywali władzy i rządzili sprawiedliwie, stawali się bohaterami ludowej wyobraźni, jak np. Di Renjie czy Bao Zheng.
Istniała jednak silna tradycja przeciwna. Lokalne yameny nie otrzymywały pieniędzy z budżetu, lecz pozyskiwały środki wprowadzając własne opłaty, co stwarzało ogromną pokusę korupcyjną. Pełniąc funkcje sędziowskie, urzędnicy mogli także torturować podsądnych i świadków, celem wydobycia zeznań. W oczach prostych Chińczyków yamen budził zatem respekt i grozę – był miejscem, od którego lepiej należało się trzymać z daleka; w razie postępowania sądowego, należało mieć w zanadrzu fundusze na łapówkę. Z kolei klasy wyższe starały się utrzymywać jak najlepsze stosunki z gospodarzem lokalnego yamenu, aby chronić własne interesy.
W krytyczno-satyrycznej książce My Country and My People z 1935 r. Lin Yutang dzielił chińskie społeczeństwo na dwie główne klasy: uprzywilejowaną, zamieszkującą yameny (ang. yamendom), oraz wyzyskiwaną – płacącą podatki i poddaną opresji.
We współczesnym języku chińskim yamen często występuje jako określenie biurokracji, zwykle o pejoratywnym zabarwieniu.

## Po 1911 roku
Instytucja yamenu uległa stopniowej likwidacji po 1911 roku, kiedy to w wyniku rewolucji Xinhai doszło do upadku cesarstwa i proklamowania Republiki Chińskiej. W wielu regionach funkcje yamenów przejęli wówczas tzw. militaryści (lokalni przywódcy wojskowo-polityczni), w innych – administracja republiki, która pod pewnymi względami korzystała z cesarskich wzorców. Po utworzeniu Chińskiej Republiki Ludowej yameny przestały istnieć.

## Ważniejsze yameny
- Zongli Yamen